# Ole Østervold
Ole Olai Olsen Østervold (født 14. oktober 1872 i Austevoll, død 25. december 1936 smst) var en norsk sejler, som deltog i OL 1920 i Antwerpen.
Ved OL 1920 deltog Østervold i 12-meter klassen (1907 regel) i båden Atlanta, som hans bror Henrik Østervold ejede og var styrmand på, og da denne båd var eneste deltager, var guldmedaljen sikker, da båden gennemførte de tre sejladser. Heres brødre Henrik Østervold og Kristian Østervold udgjorde sammen med Hans Stoermann-Næss, Lauritz Christiansen, Halvor Møgster, Rasmus Birkeland og Halvor Olai Birkeland bådens øvrige besætning.